# 을지문덕
을지문덕(乙支文德, ?~?)은 고구려 대신(大臣)이자, 무장이다. 제2차 고수 전쟁 당시 살수에서 수나라의 대군을 물리친 인물로 유명하다.
612년 수 양제가 대규모 군대를 이끌고 고구려를 공격했는데 요동성에서 지지부진하자 별동대 30만 5천 명을 뽑아 고구려의 수도 평양성을 직공하였다. 별동대는 평양 근처까지 진격하기는 했지만 모두 을지문덕의 유인작전이었고, 극도의 피곤과 군량 부족으로 인해 회군할 수밖에 없었다. 별동대가 살수(薩水, 지금의 청천강)에서 강을 건널 때 습격하여 궤멸시켰다.

## 기록

### 기록의 멸실
생몰연대부터 출신, 관직 등 살수 대첩을 제외한 삶은 모든 것이 미상이다. 평양의 석다산(石多山)에서 태어났다거나 선비족 출신의 귀화인이라는 말도 있지만 모두 정확한 근거가 있는 것은 아니다. 혹은 을지는 우태(于台), 오졸(烏拙), 울절(鬱折) 등과 함께 ‘웃치’의 음차로서 대인과 같이 윗사람을 뜻한다거나 고구려의 귀족 가문이었던 을(乙)씨 가문에 귀인에 대한 존칭사 지(支)를 붙인 것이라고도 하지만 역시 확인할 수 있는 사료는 없다. 조선에서는 고구려 고유의 복성(複姓)으로 파악하였다. 원전인 《삼국사기》에는 ‘가문의 계보는 알 수 없고, 자질이 침착하고 굳세며 지략과 문장력도 갖추었다.’라고만 적혀 있다. 이때의 국제 정세는 589년 수나라가 중국을 통일하면서 힘의 균형이 급격하게 기울고 긴장이 고조되고 있었다. 당시 을지문덕은 고구려의 대신(大臣)이었다.

### 제2차 고수전쟁 발발
612년 1월(음력) 양제가 100만명의 대규모 병력을 이끌고 고구려로 출병하였다. 그러나 요동성 전선에서 몇 달 간 발목이 잡히자 6월(음력), 우문술, 우중문, 설세웅, 위문승 등 30만 5천 명의 아홉 군을 별동대로 조직하여 평양성으로 곧장 진군하게 하였다. 별동대는 100일 치 양식, 무기, 옷감 등 온갖 물자를 지고 행군을 시작했지만, 병사들이 그 무게를 감당하지 못하고 몰래 버리는 바람에 고작 압록강에 닿았는데도 식량 부족에 허덕였다.
이때 을지문덕이 거짓 항복하며 수나라군의 군영에 들어가 그 형편을 엿보았다. 만약 을지문덕이 오면 사로잡으라는 양제의 밀지를 받았었던 우문술과 우중문은 그를 억류하려 하였는데, 위무사로 종군하고 있던 유사룡이 말린 덕분에 무사히 돌아왔다. 이내 후회한 우중문이 다시 오라는 것을 을지문덕이 무시하자 수나라군의 정예기병이 추격해왔다. 이에 싸울 때마다 지고는 우중문에게 희롱하는 시를 보냈다. 우중문이 답서를 보내 다시 회유하기에 약 올리듯 영채를 불태우고 철수했다.
우문술은 을지문덕도 놓쳤고 군량도 다 떨어졌으므로 돌아가고자 했지만, 우중문이 지금 돌아가면 무슨 면목으로 황제를 볼 수 있겠냐고 성을 내며 계속 나아갈 것을 고집했다. 우문술도 언성을 높였으나, 이전에 양제가 우중문이 계획성이 있으니 그의 의견을 경청하라고 하였기에 부득이 따랐다. 압록수를 건너 몰려오는 수나라군을 을지문덕이 막으려 했으나 하루에 7번 겨뤄 모두 지는 등 후퇴를 거듭하였다. 승리에 도취한 수나라군은 계속 진격하여 평양성에서 30리 떨어진 곳까지 와서 진을 쳤다.

### 모든 것은 계획대로
사실 모든 것은 을지문덕의 기만에 의한 유도 작전이었다. 수나라군의 군사가 굶주린 기색이 있음을 보고 그들을 피곤하게 만들려고 매번 싸울 때마다 일부러 달아났던 것이었다. 수나라군은 지칠대로 지쳐서 다시 싸우기가 힘들었던 데 반해 평양성은 험하고 견고했다. 을지문덕이 우문술에게 ‘군대를 돌리면 왕을 모시고 행재소(行在所)로 가서 뵙겠다’고 거짓 항복하는 서신까지 보내자 수나라군은 결국 이를 명분 삼아 회군할 수밖에 없었다. 수나라군이 방진(方陣)을 치며 퇴각하는 것을 끈질기게 추격하여 가다 싸우기를 반복했다.
7월(음력), 마침내 수나라군이 살수에 이르러 반 즈음 건너자 뒤에서 후군을 공격했다. 수나라군은 신세웅이 전사하는 등 여러 부대가 걷잡을 수 없을 정도로 무너지고 달아나기에 급급해 하루 만에 450리 거리의 압록수에 닿았다. 이때 왕인공(王仁恭)이 최후의 부대가 되어 가까스로 고구려군을 막았다. 요동으로 되돌아간 자는 겨우 2,700명이었고 수많은 군수물자와 공성병기는 모두 잃어버렸다. 양제는 크게 노하여 우문술 등을 쇠사슬로 묶고 총퇴각하니 제2차 여수전쟁은 고구려의 대승으로 막을 내렸다. 이후의 행적은 기록이 없어 알 수 없다.

## 후대의 평가
국난의 영웅으로 인식되던 을지문덕은 병자호란 이후 자존심 회복과 사회의 응집 차원에서 더욱 주목받았다. 1645년 평양에, 1670년 평안도 안주에 사우가 건립되고 조선 숙종 때 각각 충무사(忠武祠), 청천사(淸川祠)로 사액했다. 다만 그 이전에도 사당이 있었던 것으로 보인다. 이외에도 많은 문인들의 소재가 되었다.

#### 김부식의 평가
" 수나라에 비해 작았던 고구려가 양제의 엄청난 수의 군대를 거의 섬멸한 것은 을지문덕 한 사람의 힘이었으며, 그가 있었기에 고구려도 존재했다. "

#### 신채호의 평가
" 동서고금 허다한 싸움이 있지만, 적은 군사로 강대국 앞에서도 흔들리지 않고 쳐서 그림자도 못 돌아가게 하고, 백만 병 적진에 출입하기를 을지문덕같이 한 자가 있는가? 어린 아이도 그 위엄을 듣고 울음을 그치며 초목도 그 이름을 알고 두려워할 것이다. 그 털 끝 하나, 침 하나만 본받아도 독립을 보전하고 역사에 빛날지니, 을지문덕은 우리 4,000년 동안에 제일의 위인이요 온 세계에서도 그 짝이 드물다. "

## 수공에 대한 오해
살수 대첩 하면 흔히 귀주 대첩과 함께 수공(水攻)을 떠올린다. 그러나 《삼국사기》, 《수서》, 《자치통감》, 《동사강목》, 《해동역사》 등 한국과 중국의 사서에는 상류의 둑을 무너뜨려 수공을 했다는 내용이 전혀 없다. 오직 근대 기록에만 등장하는데 이는 민간의 전설이었던 칠불전설(七佛傳說)이 변형되어 수록된 것이다. 실제 수공을 활용한 전투는 흥화진 전투뿐이다.

## 을지문덕의 시
정해진 제목이 없어서 여수장우중문시(與隋將于仲文詩), 증수장우중문시(贈隋將于仲文詩), 유우중문(遺于仲文) 등으로 불린다. 한국에서 현전하는 이른 시기의 5언4구 고시(古詩)이다.

- 神策究天文 신책구천문 - 귀신같은 책략은 하늘의 이치를 다했고
- 妙算窮地理 묘산궁지리 - 신묘한 계획은 땅의 이치를 다했노라
- 戰勝功旣高 전승공기고 - 싸움에 이겨서 그 공이 이미 높으니
- 知足願云止 지족원운지 - 만족함을 알고 그만 두기를 바라노라

## 이름을 따온 것
- 을지로 : 서울 중구에 있는 도로이자 동네
- 을지무공훈장 : 무공훈장 2등급
- 을지 프리덤 가디언 : 행정기관 등 범정부 상황대비 연습 및 한미 합동 지휘소 연습(시뮬레이션)
- DDH-972 을지문덕 : 광개토대왕급 구축함 제2번함
- 을지부대 : 대한민국 제12보병사단의 별칭

## 을지문덕이 등장하는 작품
- 《삼국기》, KBS, 1992년 ~ 1993년, 배우:김길호
- 《연개소문》, SBS, 2006년 ~ 2007년, 배우:이정길
- 《한국사기》, KBS, 2017년~2017년, 배우:성찬호

### 소설
- 《을지문덕전》, 신채호, 1908
- 《을지문덕》, 김동인
- 《살수》, 김진명, 2005

## 같이 보기
- 고구려-수 전쟁
- 살수 대첩

## 참고 문헌
- 《삼국사기》44권 열전 제4 을지문덕
- 《삼국사기》20권 고구려본기 제8 영양왕 23년